# Fannia exilis
Fannia exilis är en tvåvingeart som först beskrevs av Samuel Wendell Williston  1896.  Fannia exilis ingår i släktet Fannia och familjen takdansflugor. Inga underarter finns listade i Catalogue of Life.